# Antonino Armindo

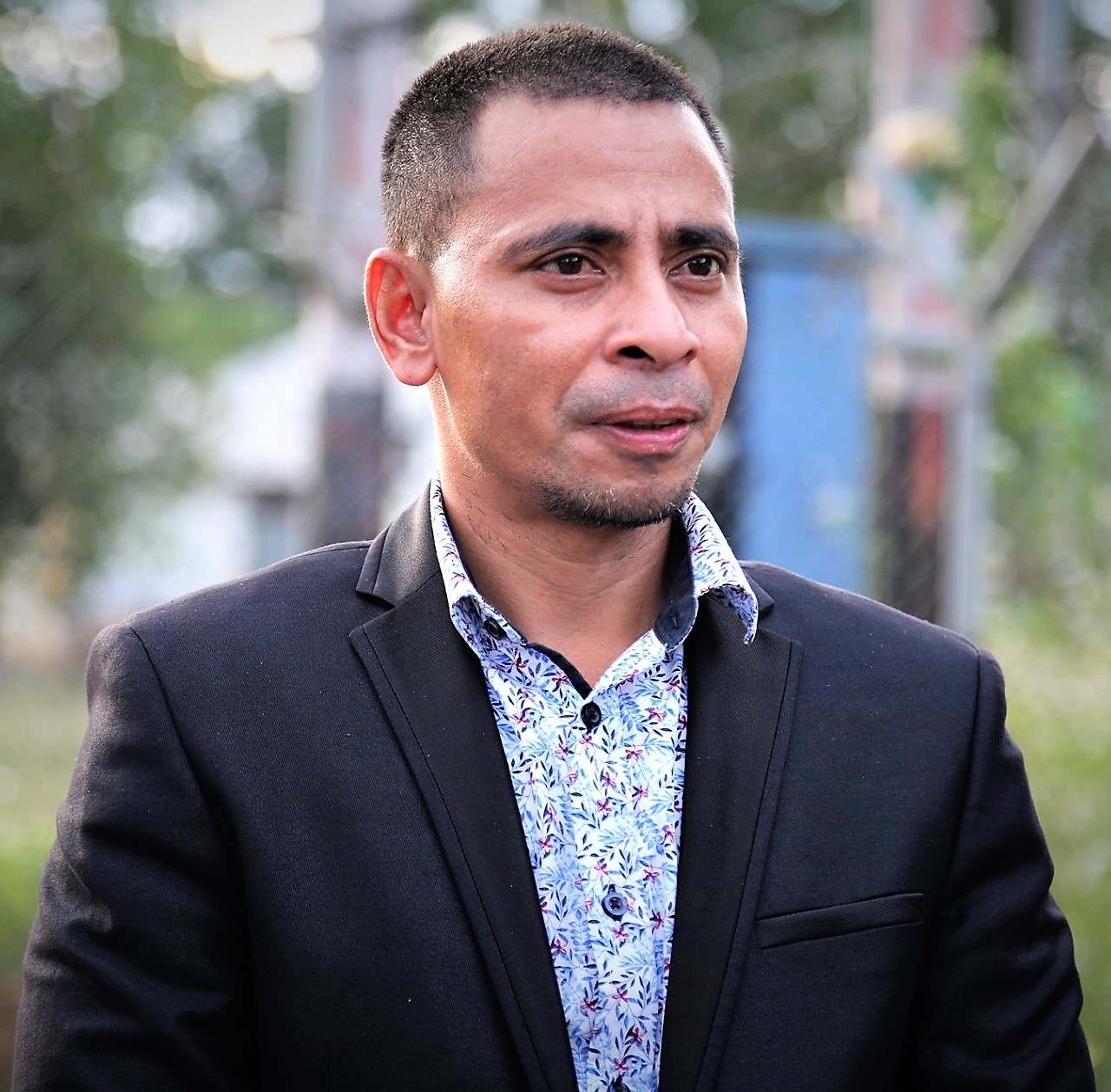
Antonino Armindo (2020)

Antonino „Tony“ Armindo (* 6. Mai) ist ein osttimoresischer Politiker. Er stammt aus Maliana und ist Mitglied der Kmanek Haburas Unidade Nasional Timor Oan (KHUNTO). Am 24. Juni 2020 wurde Armindo im Rahmen der Umbildung der VIII. Regierung zum  stellvertretenden Minister für Inneres vereidigt. Das Amt hatte er bis zum Ende der Legislaturperiode am 30. Juni 2023 inne.